# Orexita
Orexita es un género de escarabajos  de la familia Chrysomelidae. En 1911 Spaeth describió el género. Contiene las siguientes especies:
- Orexita complanata (Boheman, 1855)
- Orexita minima Borowiec & Swietojanska, 1997
- Orexita woytkowskii Borowiec, 1991